# Branovice
Branovice (dříve také Vranovice) jsou hospodářský dvůr chráněný jako kulturní památka. Stojí asi jeden kilometr západně od Dobšic v okrese České Budějovice, respektive asi 750 metrů od silnice II/147. Narodil se zde František Brábek.

## Historie
První písemná zmínka o Branovicích je z roku 1343, kdy Branovice byly součást majetku Žimutice. Zbytky původního tvrziště ze 14. století, které zaniklo počátkem 16. století, jsou chráněny jako samostatná kulturní památka (rejstříkové číslo památky: 30435/3-5598). Nachází se na malém ostrůvku na prostředním ze tří blízkých rybníků, 
Dvůr Branovice pochází ze 16. století. Jako majitel je v roce 1535 zaznamenán Albrecht Býšovec z Býšova, později pak rody Čabelických ze Soutic a Malovických na Proseči a Pošné. V roce 1602 zde byl ubit cepem Ferdinand Čabelický ze Soutic, údajně (dle rodové kroniky) na žádost jeho manželky a její matky, tj. jeho tchyně. V roce 1654 se statek Branovice sestával ze dvora s tvrzí a dvou vesnic. V roce 1672 statek patřil Janu Tillmannovi z Kapellenberku, ten jej prodal Janu Adolfovi I. ze Schwarzenbergu a Branovice se staly součástí schwarzenberského statku ve Bzí. V roce 1751 byla tvrz popsána jako patrová kamenná budova s klenbami v přízemí. V poschodí byly malované stropy. Po roce 1850 tvrz zpustla a ves zanikla. Dochoval se bývalý hospodářský dvůr se zaniklou tvrzí (později sýpkou) a původně renesanční zahradou, obehnaný ohradní zdí, který je od 5. září 2019 památkově chráněn.. Objekt je nepřístupný, je v soukromém vlastnictví.